# Ría de San Vicente de la Barquera
La ría de San Vicente es un estuario situado en la costa oeste de Cantabria (España), en el municipio de San Vicente de la Barquera, siendo la desembocadura de los ríos Escudo y Gandarilla al mar Cantábrico. Tiene una superficie de 390,3 hectáreas y un perímetro de 31,6 kilómetros, con una superficie intermareal del 77%. Una gran parte de su superficie está ocupada por las marismas de San Vicente. De un tiempo a esta parte viene sufriendo una cierta presión turística.
Destaca un antiguo puente de arcos de medio punto (puente de la Maza) que atraviesa la ría hasta llegar a San Vicente de la Barquera.

## Marismas

### Marisma de Rubín
Se trata de un páramo intermareal muy extenso que constituye el paisaje típico de la ría, hacia el interior de la misma. Cuando la mar está baja aparecen multitud de pequeños canales e islotes con barcas encalladas y cubiertos con la vegetación típica de las marismas.

### Marisma de Pombo
De menor envergadura que la de Rubín, está separada de ésta por el promontorio y la localidad de San Vicente de la Barquera. Tiene menor entidad vegetal y se estrecha al unirse con el resto de la ría. Está dominada por el flujo mareal.

### Marismas de San Vicente
Situadas frente a la localidad, en ellas los arenales sustituyen a los fangos como suelos dominantes, apareciendo las playas de La Maza y El Tostadero. Como elementos humanos importantes aparecen el puente de la Maza y el puerto de San Vicente.